# Conde de Lindsay

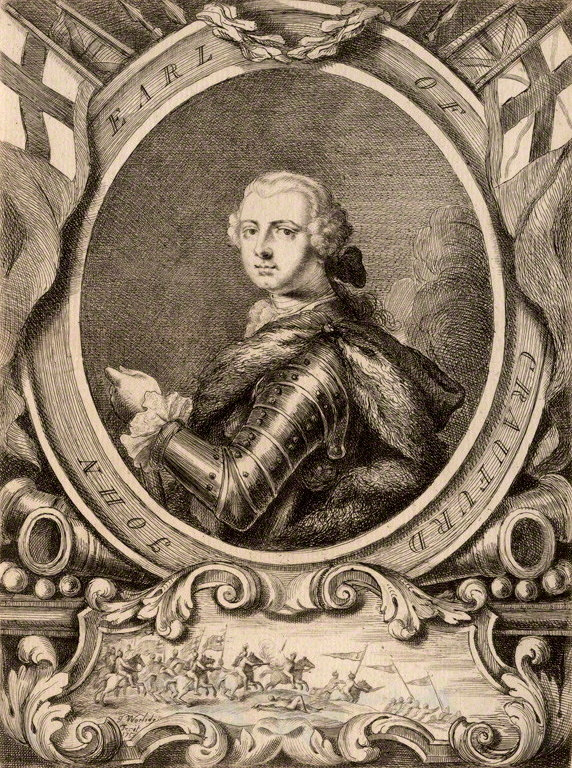
John Lindsay, 20.º Conde de Crawford e 4.º Conde de Lindsay

Conde de Lindsay é um título do Pariato da Escócia. Foi criado em 1633 para John Lindsay, 10.º Lorde Lindsay, que mais tarde herdou o antigo Condado de Crawford. Os dois condados permaneceram unidos até a morte do 22.º Conde de Crawford, também sexto Conde de Lindsay, em 1808. Então, o condado de Lindsay passou para David Lindsay, enquanto o condado de Crawford ficou inativo porque ninguém conseguiu provar a reivindicação do título até 1848. Tanto David, 7.º Conde de Lindsay, quanto seu sucessor Patrick, 8.º Conde de Lindsay, morreram sem filhos, e a disputada reivindicação sobre o condado foi resolvida pela Câmara dos Lordes em 1878 em favor de Sir John Trotter Bethune, 2.º Baronete.
Os títulos subsidiários do Conde são: Visconde de Garnock (criado em 1703), Lorde Lindsay dos Byres (1445), Lorde Parbroath (1633) e Lorde Kilbirnie, Kingsburn e Drumry (1703), todos no Pariato da Escócia. O título Visconde de Garnock é usado como título de cortesia para o filho mais velho e herdeiro do Conde.
A sede da família é Lahill House, perto de Upper Largo, Fife.

## Lordes Lindsay dos Byres (1445)
- John Lindsay, 1.º Lorde Lindsay (falecido em 1482)
- David Lindsay, 2.º Lorde Lindsay (falecido em 1490)
- John Lindsay, 3.º Lorde Lindsay (falecido em 1497)
- Patrick Lindsay, 4.º Lorde Lindsay (falecido em 1526)
- John Lindsay, 5.º Lorde Lindsay (falecido em 1563)
- Patrick Lindsay, 6.º Lorde Lindsay (1521–1589)
- James Lindsay, 7.º Lorde Lindsay (1554–1601)
- John Lindsay, 8.º Lorde Lindsay (falecido em 1609)
- Robert Lindsay, 9.º Lorde Lindsay (falecido em 1616)
- John Lindsay, 10.º Lorde Lindsay (c. 1598–1678) (criado Conde de Lindsay em 1633)

## Condes de Lindsay (1633)
- John Lindsay, 1.º conde de Lindsay, 17.º conde de Crawford (c. 1598–1678)
- William Lindsay, 2.º conde de Lindsay, 18.º conde de Crawford (1644–1698)
- John Lindsay, 3.º conde de Lindsay, 19.º conde de Crawford (falecido em 1713)
- John Lindsay, 4.º conde de Lindsay, 20.º conde de Crawford (1702–1749)
- George Lindsay-Crawford, 5.º Conde de Lindsay, 21.º Conde de Crawford, 4.º Visconde de Garnock (1723–1781)
- George Lindsay-Crawford, 6.º Conde de Lindsay, 22.º Conde de Crawford, 5.º Visconde de Garnock (1758–1808)
- David Lindsay, de jure 7.º conde de Lindsay (falecido em 1809)
- Patrick Lindsay, de jure 8.º conde de Lindsay (1778–1839)
- Henry Lindsay Bethune, de jure 9.º conde de Lindsay (1787–1851)
- John Trotter Bethune, 10.º conde de Lindsay (1827–1894)
- David Clarke Bethune, 11.º Conde de Lindsay (1832–1917)
- Reginald Lindesay-Bethune, 12.º Conde de Lindsay (1867–1939)
- Archibald Lionel Bethune, 13.º conde de Lindsay (1872–1943)
- William Tucker Lindesay-Bethune, 14.º Conde de Lindsay (1901–1985)
- David Lindesay-Bethune, 15.º Conde de Lindsay (1926–1989)
- James Randolph Lindesay-Bethune, 16.º Conde de Lindsay (nascido em 1955)

O herdeiro aparente é o filho do atual titular, William James Lindesay-Bethune, Visconde de Garnock e Mestre de Lindsay (nascido em 1990).

## Viscondes de Garnock (1703)
- John Lindsay-Crawford, 1.º Visconde de Garnock (1669–1708) (neto do 1º Conde de Lindsay)
- Patrick Lindsay-Crawford, 2.º Visconde de Garnock (1697–1735)
- John Lindsay-Crawford, 3.º Visconde de Garnock (1722–1738)
- George Lindsay-Crawford, 4.º Visconde de Garnock (1723–1781) (sucedeu como 21º Conde de Crawford e 5º de Lindsay em 1749)

## Baronetes Bethune, de Kilconquhar (1836)
- Sir Henry Lindsay Bethune, 1.º Baronete (1787–1851) (descendente da linha masculina do 4.º Lorde Byres)
- Sir John Trotter Bethune, 2.º Baronete (1827–1894) (reconhecido como 10.º Conde de Lindsay em 1878)